# James Moir Ferres
Pour les articles homonymes, voir Ferres et Moir.
James Moir Ferres (3 septembre 1813 – 21 avril 1870) est un journaliste et une personnalité politique du Canada d'origine britannique.

## Biographie
James Moir Ferres nait à Aberdeen, en Écosse en 1813 et étudie au Marischal College d'Aberdeen. Ferres arrive à Montréal en 1833 et y enseigne à l'école d'Edward Black. Il devient ensuite directeur de l'académie à Frelighsburg dans les Cantons-de-l'Est. En 1835, il est cofondateur du journal hebdomadaire Missiskoui Standard. En 1836, il retourne à  Montréal pour travailler au Montreal Herald; il devient rédacteur en chef en 1839.
De tendance conservatrice, Ferres reçoit plusieurs invitations politiques. Il est secrétaire du Montreal Turnpike Trust de 1840 à 1842 et, de 1844 à 1848, il est contrôleur des rentrées fiscales à Montréal. En 1848, Ferres devient rédacteur en chef et propriétaire de la Montreal Gazette; il le demeure jusqu'à ce qu'il vende le journal en 1854.
Il s'oppose à la Loi d'indemnisation pour le Bas-Canada de 1849 (mesures d'indemnisation pour les habitants du Bas-Canada dont les propriétés ont été endommagées ou détruites en 1837-1838) et est arrêté mais jamais poursuivi pour l'incendie de l'hôtel du Parlement à Montréal. En 1854, il est élu à l'Assemblée législative de la province du Canada député conservateur du comté de Missisquoi-Est. Il est élu dans Brome en 1858.
Il est nommé à un poste au sein du Bureau d'inspecteurs des asiles et prisons en 1861 et en devient président en 1868. En 1869, Ferres est nommé directeur du pénitencier de Kingston où il meurt en 1870. Il est enterré à Lachine.